# Verwaltungsgliederung Galiziens

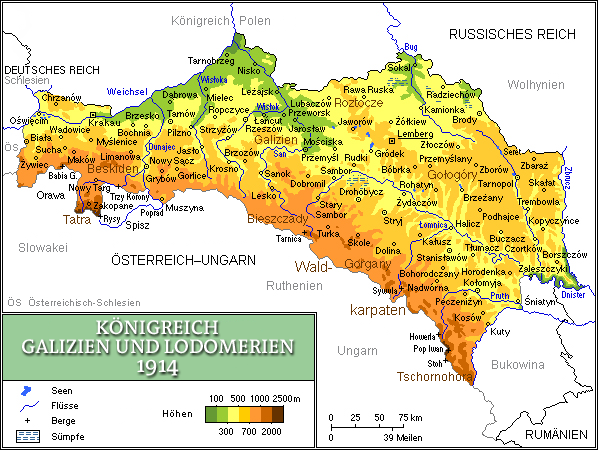
Karte von Galizien 1914

 Die Verwaltungsgliederung Galiziens entwickelte sich nach der Ersten Polnischen Teilung und der damit einhergehenden Eingliederung in die Habsburgermonarchie. Diese ersetzte die bis dahin bestehenden traditionellen polnischen Ämter wie Woiwode, Starost oder Kastellan durch eine viergliedrige administrative Hierarchie:
- als Zentralstellen benannte Hof- und Regierungsämter in Wien als höchste exekutive Organe
- das galizische Landes-Gubernium, später die Statthalterei in Lemberg mit einem Gouverneur an der Spitze
- Kreis- und/oder Bezirksämter als mittlere Verwaltungsebene
- Stadt-, Dorf- oder Patrimonialämter als autonome Behörden gegenüber den drei staatlichen Verwaltungsebenen

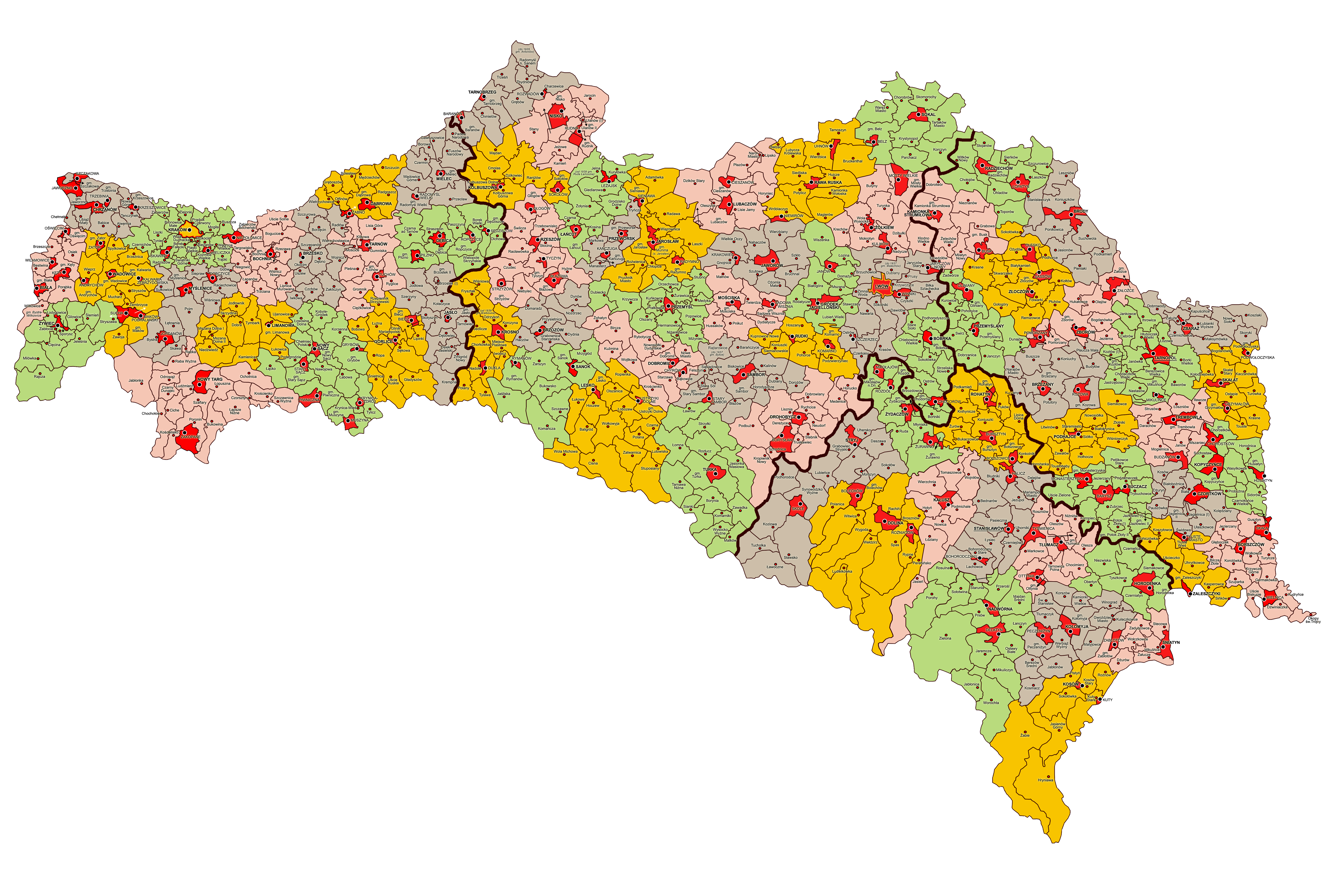
Karte mit den polnischen Powiats von 1938 auf dem Gebiet Galiziens von 1914

## Verwaltungsgliederung Galiziens von 1772 bis 1850
Nach der offiziellen Eingliederung der Königreiche Galizien und Lodomerien am 11. September 1772 wurde in Lemberg ein sogenanntes Gubernium eingerichtet, das die neu erworbenen Gebiete zentral verwaltete, als Amtssprache wurde das damals noch vorherrschende Latein und Deutsch anstatt des Polnischen bestimmt.
Im November 1773 wurde das Königreich Galizien analog der Einteilung in Österreich in 59 Kreisdistrikte, die wiederum in die sechs Kreise Krakau (ehemals Woiwodschaft Krakau), Sandomir (ehemals Woiwodschaft Sandomir), Lublin (ehemals Woiwodschaft Lublin), Bełz (ehemals Woiwodschaft Bełz), Rotreußen (ehemals Woiwodschaft Ruthenien) und Podolien (ehemals Woiwodschaft Podolien) unterteilt, die bis dahin bestehenden Woiwodschaften wurden abgeschafft.
Nachdem bereits 1774 der Beschluss zur Straffung der Landesverwaltung gefasst worden war, kam es 1777 zu einer Umbenennung der Kreise in Wieliczka, Pilzno, Sambor, Bełz, Lemberg und Halitsch (nach dem Namen des Verwaltungssitzes) bei gleichzeitiger Verringerung der Bezirke auf 19:
- Kreis Wieliczka: Bezirk Zator, Bezirk Wiśnic, Bezirk Neu-Sandez
- Kreis Pilzno: Bezirk Krosno, Bezirk Tarnów, Bezirk Leżajsk
- Kreis Sambor: Bezirk Lisko, Bezirk Przemyśl, Bezirk Drohobycz
- Kreis Bełz: Bezirk Sokal, Bezirk Tomaszów, Bezirk Zamość
- Kreis Lemberg: Bezirk Brody, Bezirk Brzeżany, Bezirk Żółkiew
- Kreis Halicz: Bezirk Halicz, Bezirk Tyśmenica, Bezirk Kolomea, Bezirk Zaleszczyki

Durch ein am 22. März 1782 erlassenes Dekret kam es zu einer zweiten Verwaltungsreform, bei der die bisher bestehenden Bezirke in unmittelbar mit der Landesstelle in Korrespondenz stehende Kreise umgewandelt wurden, wobei durch die Zusammenlegung der bisherigen Bezirke Kolomea und Tyśmenica zum Kreis Stanislau 18 neue Kreise entstanden. In den Folgejahren kam es immer wieder zu Veränderungen der Kreisgrenzen und auch Änderungen der Kreisnamen.
An der Spitze jedes Kreises stand ein Kreishauptmann, die unmittelbare Verwaltung im Königreich Galizien hatte wie schon vorher das Gubernium in Lemberg inne, dieses unterstand der jeweiligen obersten Landesbehörde in Wien:
- 1774–1776 Galizische Hofkanzlei
- 1776–1782 Vereinigte Böhmisch-Österreichische Hofkanzlei
- 1782–1792 Vereinigte Hofstelle
- 1792–1802 Galizische Hofkanzlei
- 1802–1848 Vereinigte Hofstelle
- ab 1848 verschiedene Ministerien

1786 kam die Bukowina noch als Kreis Czernowitz (später Kreis Bukowina) dazu, bis zum Wiener Kongress 1815 unterlag die Kreiseinteilung durch Gebietszuwächse und -verluste immer wieder Änderungen. So mussten zum Beispiel die Kreise Tarnopol und Czortkow von 1810 bis 1815 an Russland abgetreten werden, ebenso Westgalizien, der Kreis Zamość und der schmale Landstreifen Podgórze bei Krakau, welche aber nach dem Verlust 1809 im Wiener Kongress 1815 nicht zurückgewonnen werden konnten.
1817 existierte schließlich folgende Einteilung in 19 Kreise: Bochnia, Brzeżany, Bukowina (früher Czernowitz), Czortków, Jasło, Kolomea, Lemberg, Myślenice, Przemyśl, Rzeszów, Sandez (früher Neu-Sandez), Sanok, Sambor, Stanislau, Stryj, Tarnopol, Tarnów, Złoczów und Żółkiew. Diese waren jeweils in weitere Konskriptions-Sektionen unterteilt.
Nach der Auflösung der Republik Krakau am 16. November 1846 kam diese ab 1849 als Kreis Krakau unter galizische Verwaltung.

## Verwaltung Galiziens zwischen 1850 und 1867
Nach dem Revolutionsjahr 1849 kam es 1850 neuerlich zu einer Verwaltungsreform, dabei wurde die Bukowina als eigenständiges Kronland aus Galizien ausgegliedert und das restliche Land in die drei Regierungsbezirke Lemberg, Stanislau und Krakau mit 63 Bezirkshauptmannschaften unterteilt, diese Einteilung wurde dann aber im April 1854 abermals geändert.
Das Land wurde in die Verwaltungsgebiete Lemberg (Ostgalizien) und Krakau (Westgalizien) unterteilt, der westgalizische Regierungsbereich unterstand dabei der Landesregierung zu Krakau, der ostgalizische Regierungsbereich der Statthalterei zu Lemberg. Jedes Verwaltungsgebiet teilte sich auf mehrere Kreise auf und diese wiederum auf mehrere Bezirke, die Stadt Lemberg selbst unterstand der Statthalterei in Lemberg direkt, die Stadt Krakau der Landesregierung in Krakau:
- Verwaltungsgebiet Lemberg:
  - Kreis Lemberg
    - Bezirk Lemberg (Umgebung), Bezirk Grodek, Bezirk Szczerzec, Bezirk Winniki, Bezirk Janów

  - Kreis Zołkiew
    - Bezirk Kulików, Bezirk Gross-Mosty, Bezirk Uhnów, Bezirk Niemirów, Bezirk Bełz, Bezirk Cieszanów, Bezirk Sokal, Bezirk Zołkiew, Bezirk Rawa, Bezirk Lubaczów

  - Kreis Przemyśl
    - Bezirk Sądowa Wisznia, Bezirk Niżankowice, Bezirk Sieniawa, Bezirk Radymno, Bezirk Krakowiec, Bezirk Jaroslau, Bezirk Mościska, Bezirk Jaworów, Bezirk Przemyśl

  - Kreis Sanok
    - Bezirk Lutowiska, Bezirk Bukowsko, Bezirk Ustrzyki Dolne, Bezirk Baligród, Bezirk Lisko, Bezirk Dobromil, Bezirk Sanok, Bezirk Rymanów, Bezirk Bircza, Bezirk Dubiecko, Bezirk Brzozów

  - Kreis Złoczow
    - Bezirk Kamionka Strumiłowa, Bezirk Łopatyn, Bezirk Radziechow, Bezirk Busk, Bezirk Olesko, Bezirk Gliniany, Bezirk Załośce, Bezirk Złoczow, Bezirk Zborów, Bezirk Brody

  - Kreis Brzezan
    - Bezirk Rohatyn, Bezirk Przemyślany, Bezirk Bursztyn, Bezirk Chodorów, Bezirk Bóbrka, Bezirk Podhajce, Bezirk Kozowa, Bezirk Brzezan

  - Kreis Stryj
    - Bezirk Rożniatow, Bezirk Wojniłów, Bezirk Bolechów, Bezirk Dolina, Bezirk Mikołajów, Bezirk Żurawno, Bezirk Skole, Bezirk Stryj, Bezirk Kałusz

  - Kreis Sambor
    - Bezirk Łąka, Bezirk Borynia, Bezirk Rudki, Bezirk Starasól, Bezirk Medenice, Bezirk Podbusz, Bezirk Staremiasto, Bezirk Turka, Bezirk Komarno, Bezirk Sambor, Bezirk Drohobycz

  - Kreis Tarnopol
    - Bezirk Ihrowice, Bezirk Medyn, Bezirk Mikulińce, Bezirk Złotniki, Bezirk Trembowla, Bezirk Grzymałow, Bezirk Skałat, Bezirk Zbaraż, Bezirk Tarnopol

  - Kreis Czortkow
    - Bezirk Budzanów, Bezirk Tłuste, Bezirk Hussiatyn, Bezirk Jazłowiec, Bezirk Zaleszczyki, Bezirk Czortków, Bezirk Mielnica, Bezirk Borszczów, Bezirk Kopeczynce

  - Kreis Kolomea
    - Bezirk Gwoździec, Bezirk Zabłotów, Bezirk Kuty, Bezirk Obertyn, Bezirk Sniatyn, Bezirk Kolomea, Bezirk Peczeniżyn, Bezirk Horodenka, Bezirk Kossow

  - Kreis Stanislau
    - Bezirk Nadworna, Bezirk Bohorodczany, Bezirk Delatyn, Bezirk Sołotwina, Bezirk Buczacz, Bezirk Tyśmienica, Bezirk Monasterzyska, Bezirk Halicz, Bezirk Stanislau, Bezirk Tłumacz

- Verwaltungsgebiet Krakau:
  - Kreis Krakau
    - Bezirk Jaworzno, Bezirk Mogiła, Bezirk Chrzanów, Bezirk Krzeszowice, Bezirk Liszki

  - Kreis Wadowice
    - Bezirk Skawina, Bezirk Oświęcim (Auschwitz), Bezirk Maków Podhalański, Bezirk Milówka, Bezirk Ślemień, Bezirk Myślenice, Bezirk Andrichau, Bezirk Jordanów, Bezirk Wadowice, Bezirk Kalwarya, Bezirk Kenty, Bezirk Seypusch, Bezirk Biała

  - Kreis Sandec
    - Bezirk Grybów, Bezirk Ciężkowice, Bezirk Czarny-Dunajec, Bezirk Krościenko, Bezirk Alt-Sandec, Bezirk Neumarkt, Bezirk Limanowa, Bezirk Muszyna, Bezirk Tymbark, Bezirk Neu-Sandec

  - Kreis Jasło
    - Bezirk Dukla, Bezirk Żmigród, Bezirk Frysztak, Bezirk Brzostek, Bezirk Strzyżów, Bezirk Jasło, Bezirk Krosno, Bezirk Biecz, Bezirk Gorlice

  - Kreis Rzeszów
    - Bezirk Ulanów, Bezirk Tarnobrzeg, Bezirk Głogow, Bezirk Rozwadow, Bezirk Sokołow, Bezirk Tyczyn, Bezirk Nisko, Bezirk Łańcut, Bezirk Przeworsk, Bezirk Rzeszów, Bezirk Lezaysk

  - Kreis Tarnow
    - Bezirk Dembica, Bezirk Tuchów, Bezirk Żabno, Bezirk Kolbuszow, Bezirk Dombrowa, Bezirk Ropczyce, Bezirk Pilzno, Bezirk Mielec, Bezirk Zasów, Bezirk Tarnow

  - Kreis Bochnia
    - Bezirk Podgórze, Bezirk Woynicz, Bezirk Niepołomice, Bezirk Dobczyce, Bezirk Wieliczka, Bezirk Radłów, Bezirk Brzesko, Bezirk Wisnicz, Bezirk Bochnia

## Verwaltungseinteilung von 1867 bis 1918

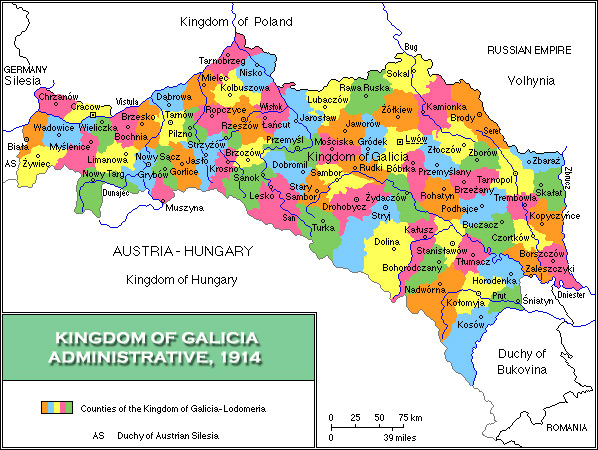
Administrative Einteilung Galiziens in Bezirke im Jahr 1914

Nachdem bereits Ende Oktober 1865 die Kreisämter abgeschafft worden und deren Kompetenzen auf die Bezirksämter übergegangen waren, wurde die Unterteilung in zwei Landeshälften nach dem Österreichisch-Ungarischen Ausgleich 1867 wieder aufgegeben und Galizien zunächst in 74 Bezirke eingeteilt. 1914 existierten schließlich folgende 82 Bezirke:
1. Bezirk Biała (Bezirk Biala)
2. Bezirk Bóbrka
3. Bezirk Bochnia
4. Bezirk Bohorodczany
5. Bezirk Borszczów
6. Bezirk Brody
7. Bezirk Brzesko
8. Bezirk Brzeżany (Bezirk Brzeżan)
9. Bezirk Brzozów
10. Bezirk Buczacz
11. Bezirk Chrzanów
12. Bezirk Cieszanów
13. Bezirk Czortków
14. Bezirk Dąbrowa
15. Bezirk Dobromil (bis 30. September 1876 als Bezirk Bircza[14])
16. Bezirk Dolina
17. Bezirk Drohobycz
18. Bezirk Gorlice
19. Bezirk Gródek Jagielloński
20. Bezirk Grybów
21. Bezirk Horodenka
22. Bezirk Husiatyn
23. Bezirk Jaroslau
24. Bezirk Jasło
25. Bezirk Jaworów
26. Bezirk Kałusz
27. Bezirk Kamionka Strumiłowa
28. Bezirk Kolbuszowa
29. Bezirk Kolomea
30. Bezirk Kosów
31. Bezirk Krakau
32. Bezirk Krosno
33. Bezirk Łańcut
34. Bezirk Lemberg (Lwów)
35. Bezirk Limanowa
36. Bezirk Lisko
37. Bezirk Mielec
38. Bezirk Mościska
39. Bezirk Myślenice
40. Bezirk Nadwórna
41. Bezirk Nowy Sącz (Bezirk Neu Sandez)
42. Bezirk Nowy Targ (Bezirk Neumarkt)
43. Bezirk Nisko
44. Bezirk Oświęcim (Bezirk Auschwitz, seit 1. Juli 1910[15])
45. Bezirk Peczeniżyn (seit 15. Juni 1898[16])
46. Bezirk Pilzno
47. Bezirk Podgórze (seit 15. September 1896[17])
48. Bezirk Podhajce
49. Bezirk Przemyśl
50. Bezirk Przemyślany
51. Bezirk Przeworsk (seit 1. November 1899[18])
52. Bezirk Radziechów (seit 1. Januar 1912[19])
53. Bezirk Rawa Ruska
54. Bezirk Rohatyn
55. Bezirk Ropczyce
56. Bezirk Rudki
57. Bezirk Rzeszów
58. Bezirk Sambor
59. Bezirk Sanok
60. Bezirk Skałat
61. Bezirk Skole (seit 1. Januar 1911[20])
62. Bezirk Śniatyn
63. Bezirk Sokal
64. Bezirk Stanislau
65. Bezirk Stary Sambor (bis 1899 Bezirk Staremiasto)
66. Bezirk Stryj
67. Bezirk Strzyżów (seit 15. September 1896[21])
68. Bezirk Tarnobrzeg
69. Bezirk Tarnopol
70. Bezirk Tarnów
71. Bezirk Tłumacz
72. Bezirk Trembowla
73. Bezirk Turka
74. Bezirk Wadowice
75. Bezirk Wieliczka
76. Bezirk Zaleszczyki
77. Bezirk Zbaraż
78. Bezirk Zborów (seit 1. September 1904[22])
79. Bezirk Złoczów
80. Bezirk Żółkiew
81. Bezirk Żydaczów
82. Bezirk Żywiec (Bezirk Saybusch)

Nach dem Ende der österreichischen Herrschaft über Galizien kam das gesamte Gebiet schließlich unter polnische Verwaltung (später Zweite Polnische Republik), nach der Beendigung des Polnisch-Ukrainischen Krieges und des Polnisch-Sowjetischen Krieges wurde Galizien schließlich am 1. September 1921 in die vier Woiwodschaften Krakau, Lwów, Stanislau und Tarnopol aufgeteilt.